# Wachapreague
Wachapreague is een plaats (town) in de Amerikaanse staat Virginia, en valt bestuurlijk gezien onder Accomack County.

## Demografie
Bij de volkstelling in 2000 werd het aantal inwoners vastgesteld op 236.
In 2006 is het aantal inwoners door het United States Census Bureau geschat op 232, een daling van 4 (-1,7%).

## Geografie
Volgens het United States Census Bureau beslaat de plaats een oppervlakte van
0,7 km², geheel bestaande uit land. Wachapreague ligt op ongeveer 3 m boven zeeniveau.

## Plaatsen in de nabije omgeving
De onderstaande figuur toont nabijgelegen plaatsen in een straal van 16 km rond Wachapreague.